# Съсекс (кралство)
Кралството на южните саксонци, или както е по-известно днес Кралство Съсекс (на староанглийски: Sūþseaxna rīce), е ранносредновековна монархия на територията на днешна Югоизточна Англия, част от седемте традиционни англосаксонски кралства – т. нар. Хептархия. Първоначално е било саксонска колония, формирана около VI век, която по-късно прераства в независимо кралство. Кралство Съсекс до ден днешен остава една от най-слабо познатите англосаксонски политически единици, без запазен списък на кралете, с изключение на няколко местни владетели. Кралството запазва своята независимост до 825 г., когато след битката при Елендън попада под опеката на кралят на Уесекс, а впоследствие бива напълно асимилирано до 860 г.
Съсекс е последното от англосаксонските кралства, което приема християнството като официална религия. Повод за това става алиансът, който Крал Етелвал сключва с кралство Мърсия, търсейки помощ срещу постоянните нашествия от запад на Уесекс.

## История

### Възникване
Според легендата в Англо-саксонска хроника от IX век през 477 г. крал Еле заедно с тримата си синове акостира на брега в близост до днешния град Селси. Там те водят продължителни сражения с местните келтски племена, изтласквайки ги все по-навътре в гората. В хрониките се споменава голяма битка от 491 г., която завършва с поражение за келтските племена и масови убийства на местното население. От 491 г. нататък до идването на християнството през VII век липсват съвременни писмени източници, поради което за историците е трудно да възстановят събитията от това време с категоричност.

### Приемане на християнството и загуба на независимост (600 г. – 827 г.)
След близо 100 години на неизвестност в историческите анали се споменава, че през 607 г. Келвулф, кралят на Уесекс, е водил редица сражения с южните саксонци. Заплашени от Уесекс, саксонците от южната част на страната се стремят да си осигурят независимостта чрез съюз с кралство Мърсия. За саксонските южняци по-отдалеченото влияние и контрол на краля от Мърсия вероятно е било за предпочитане пред това на западните им съседи. Съюзът между Мърсия и Съсекс е затвърден допълнително, когато крал Етелвал от Съсекс е покръстен в християнската вяра от крал Улфхере, което го прави и първият крал на Съсекс християнин. Улфхере също така му дава във владение остров Уайт и някои територии в южен Хемпшър.
През 681 г. пратеният в изгнание Свети Уилфрид от Нортумбрия пристига в Съсекс и остава там в продължение на 5 години, през което време проповядва християнската вяра и кръщава местното население. Светецът научил местните жители как да ловят риба, което много ги впечатлило и довело до масово покръстване на населението. Крал Етелвал дарил Уилфрид със земя, на която той построил абатсво Селси, което се превръща в седалището на съсекската епископия до 1075 г.
Малко след пристигането на Свети Улфрид кралството е опустошено от „жестоки кланета и разрушения“, а Етелвал е убит от изгнаника принц на Уесекс, Кадвала. През 686 г. Съсекс напада Хлотхере, краля на Кент, в подкрепа на племенника му Едрик, който по-късно става крал на Кент. По това време кралство Съсекс е имало възможност да наложи своята доминация като регионална сила, но бързото възстановяване на Уесекс слага край на тези амбиции. Кадвала успява да се наложи като владетел на Уесекс и прави няколко успешни нашествия, подчинявайки Едрик, кралят на Кент и убивайки Бертун, кралят на Съсекс. Това дава началото на първия период, в който Съсекс е под владението на Уесекс, което според някои средновековни автори е било по-тежко дори и от робство.
За по-късните съсекски крале разполагаме с твърде малко информация, с някои малки изключения. През 692 г. крал на име Нодхем (или Нуна) прави дарение на сестра си, за което свидетелства друг крал на име Уат. Съществува теория, че Уат може да е бил подкрал, който е управлявал племе, чиято територия е била в днешния град Хейстингс, а Нуна е описан в Англо-саксонската хроника като роднина на Ине от Уесекс, който се е сражавал с него срещу Герайнт, крал на бритите, през 710 г. Съсекс очевидно се е освободил от господството на Уесекс преди 722 г., тъй като в хрониката се споменава ново нашествие на Ине от Уесекс в земите на Съсекс, през 722 г., а след това още една кампания от 725 г. Малко по-късно, Етелберт става крал на Съсекс, но дните на управление не са известни, с изключение на факта, че е бил съвременник на епископа на Селси от 733 г. След това не чуваме нищо повече до около 765 г., когато крал на име Елдвулф прави дарение на земя, а свидетели са двама други крале, Алфвалд и Ослак.
Независимото съществуване на кралство Съсекс приключва в началото на 70-те години на VIII век. През 771 г. крал Офа от Мърсия завладява територията около Хейстингс, а през 772 г. той вече контролира цялото кралство Съсекс. Доминацията на кралство Мърсия постепенно отслабва след смъртта на крал Офа през 796 г., Съсекс се възползва от това и възстановява независимостта си. След битката при Еландън през 825 г. крал Егбърт от Уесекс за последен път подчинява южните саксонци, които от този момент остават под властта на династията от Уесекс.